# 劍角龍屬
劍角龍屬又名頂角龍，是種植食性恐龍，屬於鳥臀目厚頭龍亚目，生存於晚白堊紀的北美洲。劍角龍身長2公尺。劍角龍是由勞倫斯·賴博（Lawrence Lambe）在1902年所命名，學名在希臘文意為“有角的頭頂”。
因為劍角龍的化石相當完整，常被當成參考模型來完成厚頭龍類的重建。當劍角龍首次被發現時，牠們被認為是傷齒龍的近親。直到1945年，劍角龍的頭顱骨被發現時，發現牠們與傷齒龍有顯著差別，所以這個理論被淘汰了。厚頭龍類的化石大部分只有顱骨，而目前所發現的劍角龍顱骨數目超過其他的厚頭龍類。牠們的尾巴基部有擴大腔室，目前仍不清楚其功能。

## 生理結構

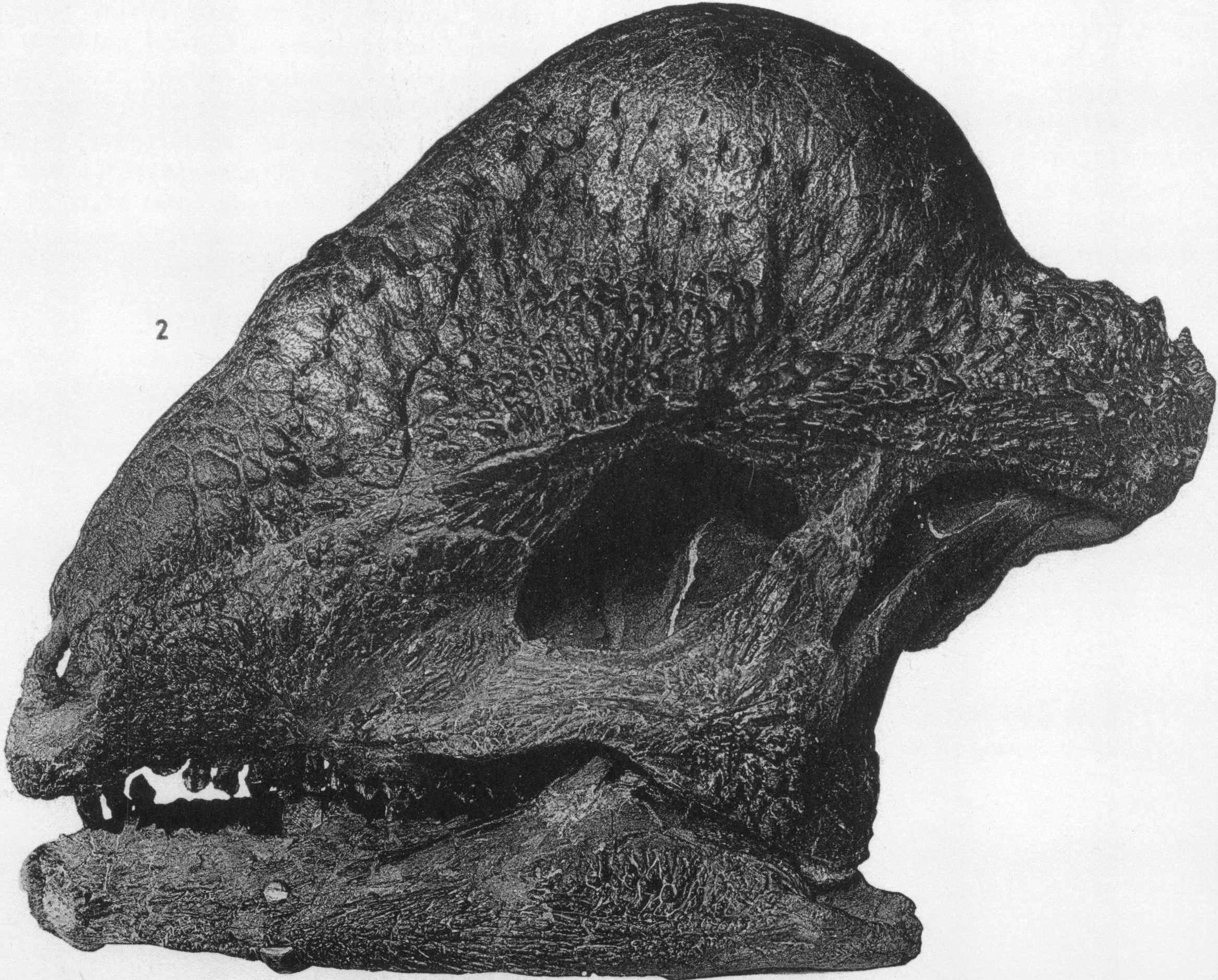
劍角龍的顱骨

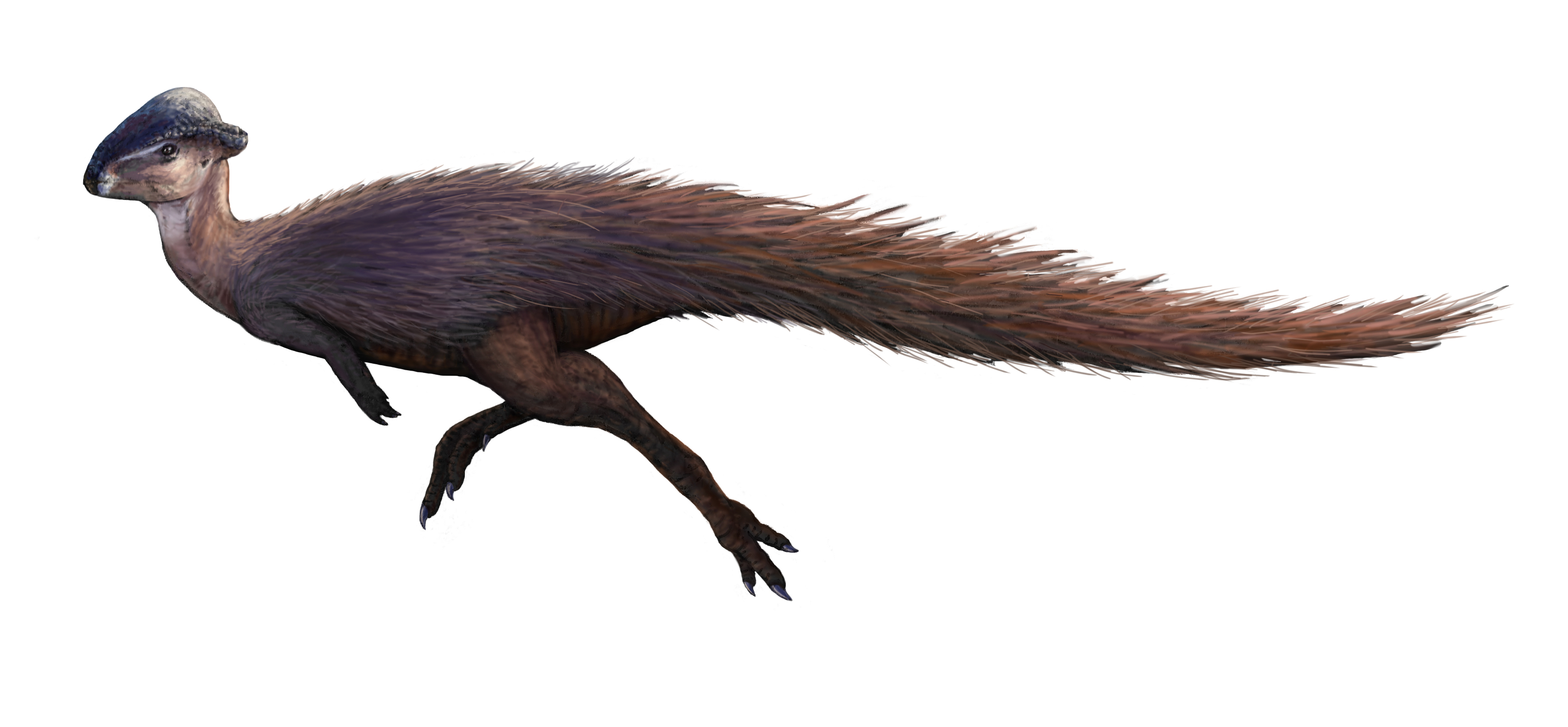
劍角龍的復原圖，毛髮參考自其他小型鳥臀類恐龍

劍角龍的頭顱骨厚度為3吋厚，頭部後側有一圈骨突。在1971年，彼得·加爾東（Peter Galton）提出厚頭龍下目恐龍與劍角龍的顱頂，是雄性用來求偶而碰撞用的，如同現今山羊與麝牛行為。後來的理論則認為這些顱頂是用來攻擊掠食者；因為如果顱頂是用在求偶的碰撞行為的話，兩隻恐龍若沒有準確的對準，很容易撞擊到對方的頸部。
儘管如此，仍有特徵可支持劍角龍以頭互撞的理論，例如：充滿肌肉的短頸部可將顱頂與頸部對準在正確的角度、強壯的背部（可從劍角龍僵硬的尾巴了解）更能承受來自頭顱的撞擊、充滿肌肉的後腿可能可以承受衝擊，並協助劍角龍保持位置。而骨細胞的生長樣式，顯示頭顱骨曾受到巨大的外來壓力。 
然而，目前還沒有發現傷痕以支持這個理論，仍有爭論頭顱與腦部是否能承受撞擊，頭顱內部並沒有空間可吸收衝擊。羅伯特·巴克（Robert Bakker）因此提出牠們是以側面或胸部來相互撞擊，而非頭部。
也有人提出厚頭龍類在互相撞擊時，頭部、頸部、與身體可呈平行狀態，以承受撞擊力道。但是，沒有證據顯示任何恐龍能夠保持者這種姿態。相反地，從厚頭龍類的頸椎與前部背椎顯示出牠們的頸部以S或U形狀彎曲，但這個理論仍未確定。
目前廣為接受的理論是，厚頭龍類以頭部側面互相碰撞。首先，頭顱的形狀會減少正面撞擊時的接觸面，而使撞擊時頭部偏離。此外，厚頭龍類的頸椎與前段背椎呈S形或U形彎曲，而非筆直，會減少衝撞的力道。最後，大部分厚頭龍類的頭部相當寬，可以保護內部重要器官，這特徵支持了這個假設。
當第一次發現劍角龍的部份頭顱骨時，牠們一度被認為擁有腹肋（Gastralia），但其他鳥臀目恐龍通常沒有腹肋。這個觀點已改變，因為這些腹肋其實是骨化肌腱。